# Baie de Ngaliema
Baie de Ngaliema är en vik i Kongofloden vid Kinshasa. Vid viken grundade Henry Morton Stanley 1881 en handelsstation med hamn, som utvecklades till staden Léopoldville, dagens Kinshasa.